# Iván Duque
Iván Duque Márquez (* 1. srpna 1976 Bogotá) je kolumbijský politik, právník a 33. prezident Kolumbie.

## Životopis
Jeho otec Iván Duque Escobar byl mocný politik, který byl guvernérem Antioquie, auditorem OSN a ministrem dolů a energie. Vystudoval právo na soukromé katolické univerzitě Sergio Arboleda v Bogotě, na American University obdržel LLM v oboru mezinárodního ekonomického práva a Georgetownské univerzitě ve Washingtonu, D.C. vystudoval magisterského studia v oboru řízení veřejných služeb. V roce 2018 navštěvoval kurz výkonného vzdělávání na Harvardově univerzitě po dobu 5 dnů, kde studoval obchod a vládu. Svou profesní kariéru zahájil v roce 1999 jako konzultant v Andské rozvojové společnosti (CAF) a později působil jako poradce na kolumbijském ministerstvu financí a veřejných úvěrů za vlády Andrése Pastrany.
V roce 2001 byl jmenován Juanem Manuelem Santosem jako jeden ze zástupců Kolumbie v Meziamerické rozvojové bance, kde působil až do roku 2013. Zastával tam funkci vedoucího odboru kultury, tvořivosti a solidarity, kde se podílel na mnoha projektech sociální odpovědnosti, mládeže, tvůrčích odvětví a kultury. Sloužil také jako mezinárodní poradce bývalého prezidenta Álvarao Uribe Véleze. V letech 2010 až 2011 byl konzultantem Organizace spojených národů ve výzkumném panelu jmenovaném generálním tajemníkem pro incident Izraelského zásahu proti konvoji do Pásma Gazy, ke kterému došlo 31. května 2010.
V roce 2014 úspěšně kandidoval do senátu za stranu Partido Centro Democrático, která se odtrhla od vládnoucí strany poté, co Juan Manuel Santos zahájil mírová jednání s FARC. Tato nová strana vedla kampaň proti nové mírové dohodě a vládě Santose, kterou vedl bývalý prezident Álvaro Uribe Vélez.
Dne 10. prosinec 2017 byl za jeho stranou jmenován jejím kandidátem na prezidenta Kolumbie. V prvním kole prezidentských voleb konané 27. května 2018 dostal nejvíce hlasů a postoupil s Gustavo Petrem do dalšího kola, které bylo 17. června. V druhém kole vyhrál s 54,76 % hlasů. a do úřadu nastoupil 7. srpna 2018. Znovu kandidovat již nemohl, v úřadu skončil 7. srpna 2022.
Duque kritizuje mírovou dohodu mezi povstaleckou organizací FARC a Kolumbii, která byla sjednaná jeho předchůdcem Juanem Manuelem Santosem a ukončila desetiletý konflikt v zemi. Duque chtěl, aby se to změnilo v podstatných bodech, ale nedostal povolení od ústavního soudu. Od 21. listopadu 2019 do 21. ledna 2020 se konaly demonstrace v celé zemi, aby podpořila mírový proces mezi kolumbijskou vládou a FARC a na protest proti vládě Ivána Duqueho.